# 173-й гвардейский миномётный полк
173-й гвардейский миномётный полк — воинское подразделение Вооружённых сил СССР в Великой Отечественной войне.

## История
Полк преобразован 12.01.1945 года из 173-го миномётного полка.
В составе действующей армии с 24.02.1945 по 11.05.1945 года.
- О боевом пути полка смотри статью 52-я гвардейская дивизионная артиллерийская бригада
- О боевом пути полка смотри статью 103-я гвардейская стрелковая дивизия

## Полное наименование
- 173-й гвардейский миномётный ордена Александра Невского полк[2]

## Подчинение
| Дата            | Фронт (округ)        | Армия                 | Корпус                             | Дивизия                              | Бригада                                             | Примечания |
| --------------- | -------------------- | --------------------- | ---------------------------------- | ------------------------------------ | --------------------------------------------------- | ---------- |
| 01.02.1945 года | -                    | -                     | -                                  | -                                    | -                                                   | нет данных |
| 01.03.1945 года | 2-й Украинский фронт | 9-я гвардейская армия | 37-й гвардейский стрелковый корпус | 103-я гвардейская стрелковая дивизия | 52-я гвардейская дивизионная артиллерийская бригада | -          |
| 01.04.1945 года | 3-й Украинский фронт | 9-я гвардейская армия | 37-й гвардейский стрелковый корпус | 103-я гвардейская стрелковая дивизия | 52-я гвардейская дивизионная артиллерийская бригада | -          |
| 01.05.1945 года | 3-й Украинский фронт | 9-я гвардейская армия | 37-й гвардейский стрелковый корпус | 103-я гвардейская стрелковая дивизия | 52-я гвардейская дивизионная артиллерийская бригада | -          |

## Командиры
Командир полка — гвардии полковник Бычинский Фёдор Лаврентьевич (с 1943);
нач.штаба майор / подполковник Савченков Владимир Васильевич (с 5.1943);
замполит майор Капин Михаил Осипович (с 1943);
Командиры дивизионов:
1-го д-на капитан Григорьев Афанасий Петрович (с 1.03.1945), капитан Синявский Василий Алексеевич (10.1945); нш д-на капитан Васильев Иван Сергеевич (с 1944);
2-го д-на майор Скобелкин Борис Васильевич (1945);

## Награды и наименования
| Награда (наименование)    | Дата       | За что получена                                |
| ------------------------- | ---------- | ---------------------------------------------- |
| Гвардейский               | 12.01.1945 |                                                |
| Орден Александра Невского |            | по преемственности от 173-го миномётного полка |